# Juan Bautista Fleitas
Juan Bautista Fleitas (Esquina, 29 de julio de 1871 - Goya, 14 de marzo de 1954) fue un abogado y político argentino, que ejerció como Ministro de Agricultura y Ganadería de su país entre 1928 y 1930, durante la segunda presidencia de Hipólito Yrigoyen.

## Biografía
En su juventud participó en la Revolución del Parque. Doctorado en leyes en la Universidad de Buenos Aires, formó su hogar en la ciudad de Goya, donde ejerció como abogado y productor ganadero.
Alcanzó cierto prestigio dentro de la Unión Cívica Radical, aunque no llegó a ejercer cargo político alguno hasta octubre del año 1928, en que el presidente Yrigoyen lo nombró ministro de Agricultura y Ganadería de la Nación. Su gestión estuvo opacada por la oposición que las organizaciones patronales del campo le opusieron.
Tras el golpe militar de 1930, durante la Década Infame fue uno de los organizadores de la resistencia radical al gobierno nacional, sostenido en el fraude electoral. Posteriormente fue uno de los fundadores de la agrupación FORJA; a diferencia de la mayor parte de sus miembros, no se unió posteriormente al peronismo.
Falleció en el año 1954 y fue enterrado en el Cementerio de la Recoleta.